# Voigtländer
A Voigtländer céget 1756-ban Bécsben alapította Johann Christoph Voigtländer optikai berendezések és lencsék gyártására. 1839-től gyártottak objektíveket fényképezőgépekhez, 1840-től pedig már fényképezőgépet is (Ganzmetallkamera), ami dagerrotipiák készítésére szolgált.
A Voigtländer objektívek a maguk idejében forradalmasították az eszközt: létrehozásukat ugyanis matematikai számítások előzték meg; ezek Petzval Józsefnek köszönhetőek.
A cég 1849-ben Braunschweigben leányvállalatot hozott létre (Voigtländer & Sohn, Optische Anstalt), később az egész vállalat oda helyezte a székhelyét.
A Voigtländer élenjáró volt a fotóiparban. Nevükhöz fűződik az első fémből készült kamera (1849), 1868-ban előállították a tízezredik objektívjüket, 1939-re pedig a kétmilliomodikat. 1960-ban megjelent a Voigtländer ZOOMAR, a világ első, változtatható fókusztávolságú, kisfilmes objektívje. 1963-ban elkészült a világ első teljesen automata 35 milliméteres kisfilmes fényképezőgépe, a Dynamatic, majd 1965-ben az első beépített vakuval is felszerelt gép (Vitrona).
A Voigtländer márkanév a cég megszűnte után is él, különböző gyártmányú digitális gépekre került fel (így pl. a Ricoh is gyárt ilyen nevet viselő gépet, mint egyfajta minőségjelet).

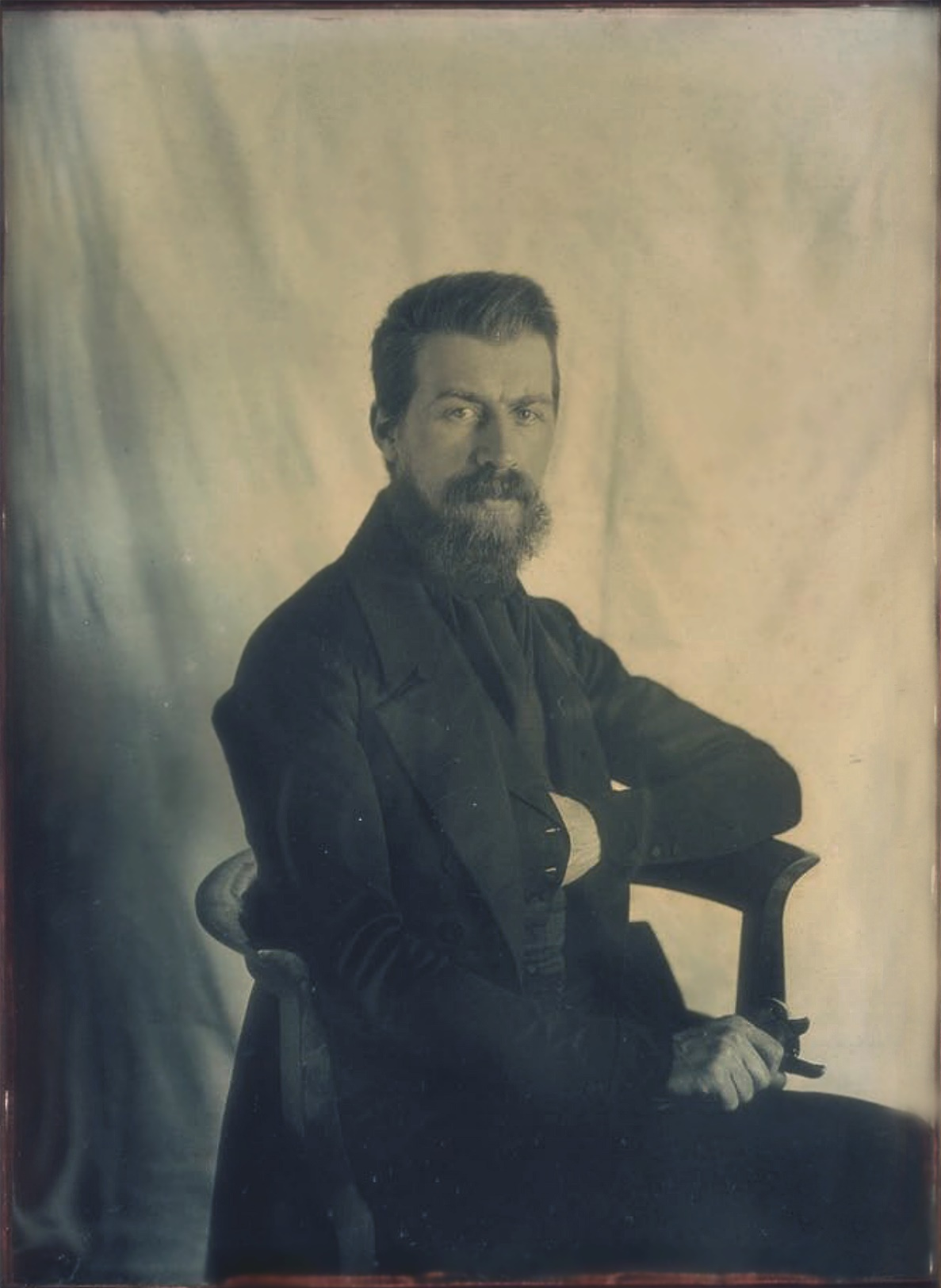
Peter Wilhelm Friedrich von Voigtländer (1812-1878); Daguerreotype, 24,2 × 18,7 cm